# Keisuke Minegishi
Keisuke Minegishi (født 12. september 1991) er en japansk fodboldspiller, som spiller for den japanske fodboldklub Azul Claro Numazu.